# Betul

S
Betul – miasto w Indiach, w stanie Madhya Pradesh. W 2011 roku liczyło 103 330 mieszkańców.